# Casa del Millón (Huelva)
La Casa del Millón, también conocida como Casa Quintero Báez, es un edificio histórico de la ciudad española de Huelva, actualmente utilizado como sede del Colegio de Arquitectos.  Así mismo, se encuentra inscrito en el Catálogo General del Patrimonio Histórico Andaluz.

## Historia
La Casa del Millón fue levantada en 1916 como vivienda de Juan Quintero Báez, alcalde de Huelva en dos periodos entre 1924 y 1931. Su diseño corrió a cargo de los arquitectos Gonzalo Aguado y José María Pérez Carasa. El sobrenombre popular se debe a la leyenda urbana de que el edificio había costado la por entonces desorbitada cifra de un millón de pesetas.
Su construcción se enmarca en el contexto de renovación de la calle Puerto, en aquel momento epicentro de la vida social de la ciudad al albergar las sedes del Ayuntamiento y la Diputación Provincial. La nueva burguesía onubense, enriquecida por el esplendor de la ciudad a la sombra de la Compañía de Minas de Riotinto, eligió esta calle para levantar sus residencias monumentales. Es el caso del Palacio de Mora Claros o la casa de Antonio Checa.
En 1964 el edificio fue adquirido por la aseguradora Caja de Previsión y Socorro, que tiene aquí su sede hasta 1983. Cuando dejó de cumplir esta función, su mal estado hizo pensar en su derribo. Sin embargo, fue salvado gracias a la restauración acometida por Ricardo y José Ramón Sierra Delgado, quienes lo adaptan a su nueva función como sede del Colegio de Arquitectos. Con posterioridad se han realizado otras dos reformas, en 1998 a cargo de Millán García Lagares y entre 2006 y 2011 sobre planos de Manuel Ángel Vázquez.

## Descripción
Es un edificio básicamente clasicista, aunque con influencias modernistas y Art Nouveau. Su fachada principal, estrecha y con dos torreones de gusto afrancesado, se abre la plazuela que genera la confluencia de las calles Puerto, Cardenal Albornoz y Mora Claros. En ella se insertan varios miradores con los cierres de forja y cristal que son seña de identidad de la arquitectura onubense de principios del siglo XX.